# Regions d'Occitània

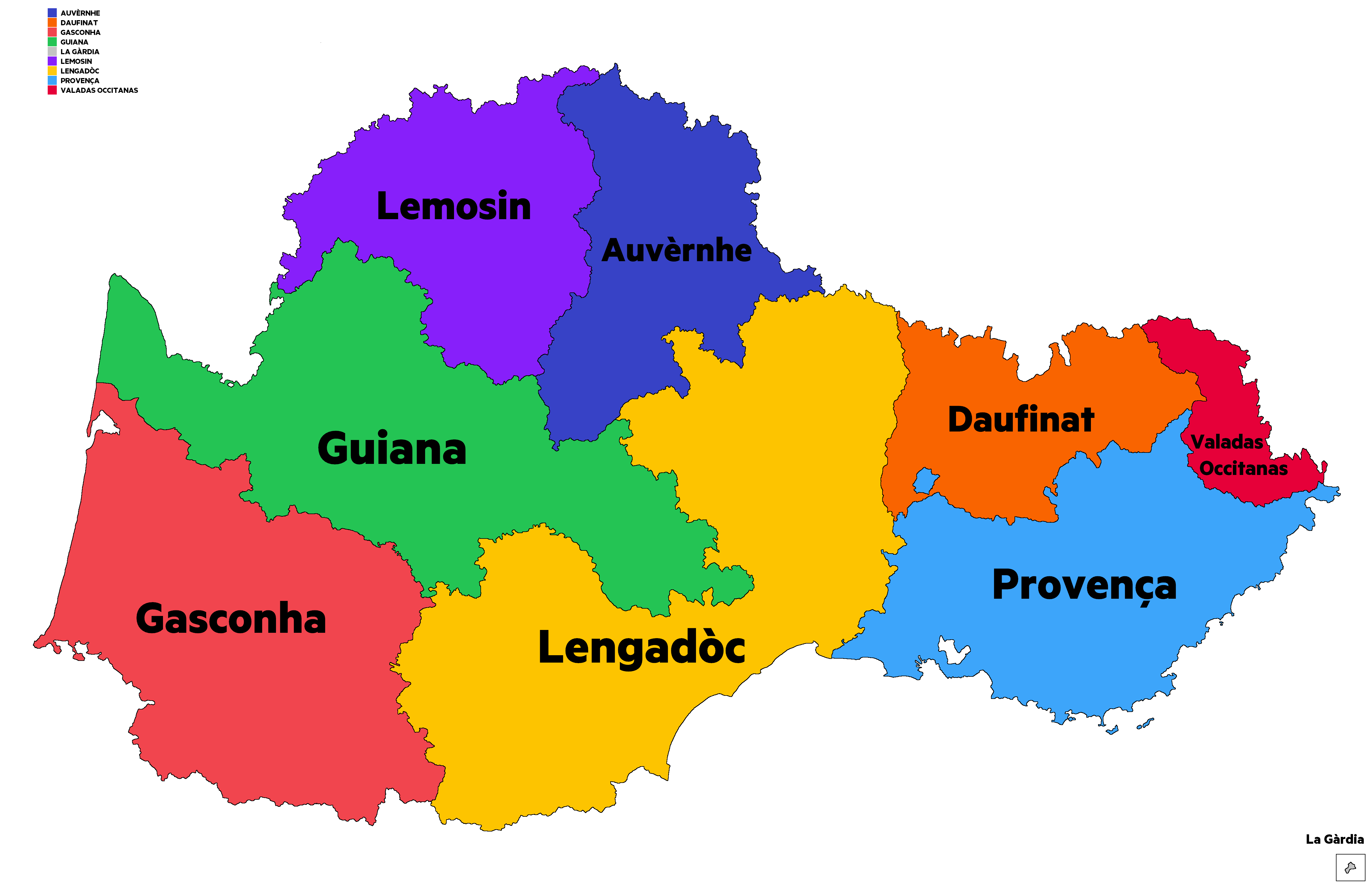
Les regions d'Occitània

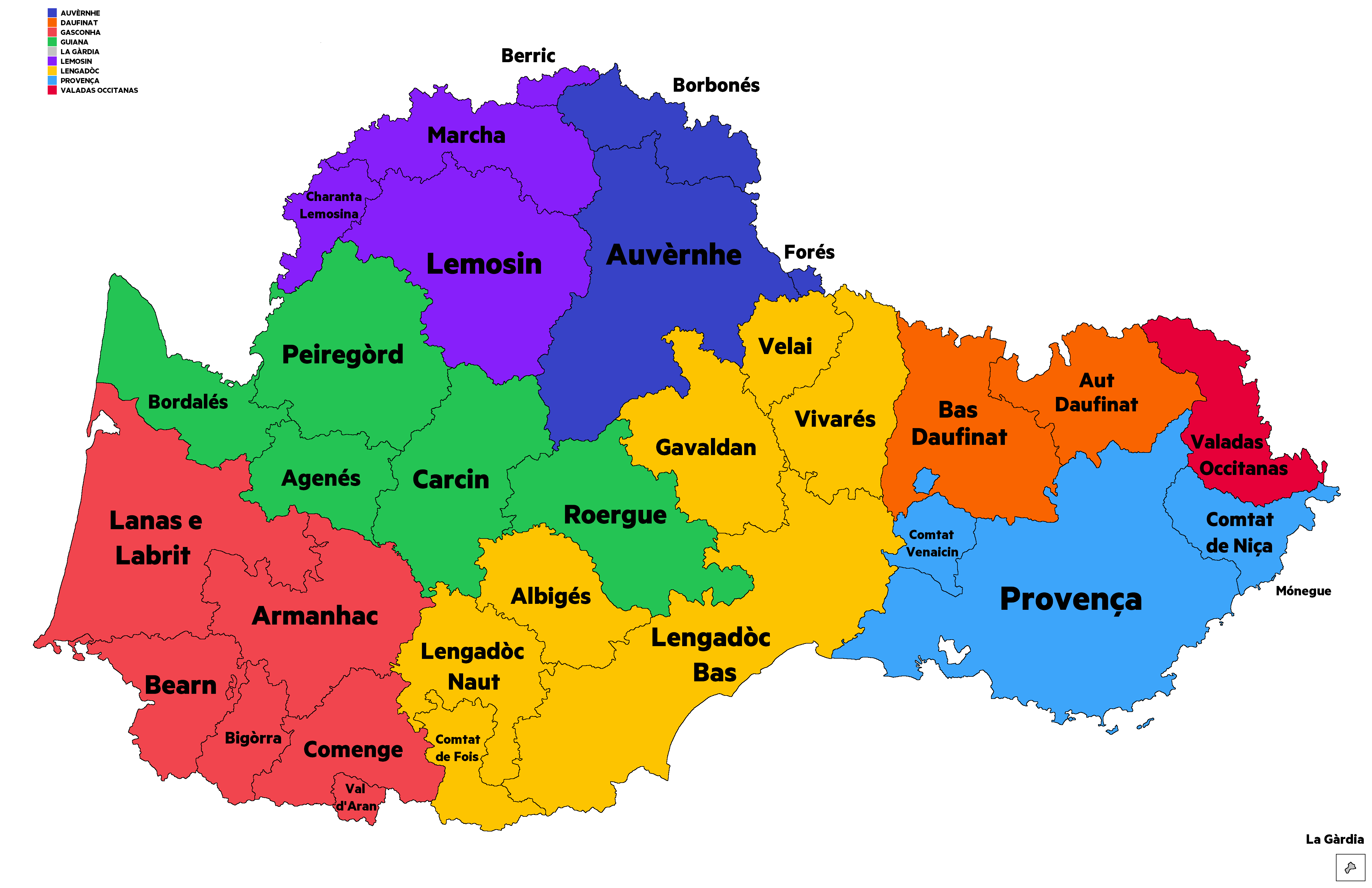
Les subregions d'Occitània

La divisió de primer ordre a Occitània és la regió, que se subdivideix al seu torn en subregions, la qual al seu torn se subdivideix en parçans (comarques). Aquesta classificació, pel fet que es tracta de subdivisions històriques o culturals, no és pas administrativa, tot i que en alguns casos sí que és oficial. En total hi ha 8 regions i un enclavament. Les 8 regions se subdivideixen en 32 subregions.

## Administració
Atès que Occitània no és un estat, les regions tenen una oficialitat molt limitada per part dels estats oficials que administren aquest país (França, Itàlia, Espanya i Monaco). A França aquestes regions no tenen cap mena de reconeixement oficial, i només queden pàrcialment reflectides a les seves regions administratives en forma de noms (Provença-Alps-Costa Blava i Occitània).

## Història

### Recuperació
El 12 de juny de 2016 el diari occità d'informacions Jornalet va presentar per primer cop la proposta de la divisió territorial d'Occitània, basada en l'obra de Frederic Zégierman Le Guide des pays de France. El punt de partida d'aquest mapa foren els mapes dels estats espanyol, francès, italià i monegasc, amb les seves divisions municipals respectives. A partir d'aquí i del treball de Zégierman, es van elaborar mapes administratius d'Occitània. Mentre es van elaborar els mapes, els seus creadors es va trobar amb diverses qüestions força específiques i complicades, com ara les comarques dividides lingüísticament, així com també comarques que es troben en diverses regions. Aquest mapa tenia 14 regions, sense incloure La Gàrdia, i 33 subregions.
Aquests mapes van rebre una gran acceptació per part dels seus lectors (79%), però també va rebre crítiques. Els lectors de diferents territoris occitans van indicar els errors en el traçat de certes delimitacions, i com a resultat els editors van tornar a penjar els mapes tenint en compte les correccions. El criteri emprat per a la creació de les regions fou l'històrici no pas lingüístic. Es va calcular que aquest projecte va suposar 600 hores de treball, amb jornades contícues de 18 hores.

## Llista de regions i subregions
A continuació està la llista de les regions i subregions d'Occitània basades en el criteri històric. Les capitals corresponen a les ciutats amb la població més gran de cada regió.
| Regió           | Nom occità                           | Subregions                                                                         | Capital   | Escut | Nº Parçans | Administració                                                          |
| --------------- | ------------------------------------ | ---------------------------------------------------------------------------------- | --------- | ----- | ---------- | ---------------------------------------------------------------------- |
| Alvèrnia        | Auvèrnhe Auvèrnha                    | Alvèrnia, Borbonès i Forès                                                         | Clarmont  |       | 16         | Alvèrnia-Roine-Alps Occitània                                          |
| Delfinat        | Daufinat Dalfinat Daufinat de Vianés | Alt Delfinat i Baix Delfinat                                                       | Valença   |       | 15         | Alvèrnia-Roine-Alps Provença-Alps-Costa Blava                          |
| Gascunya        | Gasconha                             | Armanyac, Bearn, Bigorra, Comenge, Landes i Labrit i Vall d'Aran                   | Pau       |       | 54         | Catalunya Nova Aquitània Occitània                                     |
| Guiena          | Guiana Aquitània                     | Agenès, Bordelès, Carcí, Perigord i Roergue                                        | Bordeus   |       | 39         | Nova Aquitània Occitània                                               |
| Llemosí         | Lemosin                              | Berric, Charente, Llemosí i Marca                                                  | Llemotges |       | 19         | Centre-Vall del Loira Nova Aquitània                                   |
| Llenguadoc      | Lengadòc                             | Albigès, Alt Llenguadoc, Baix Llenguadoc, Comtat de Foix, Gavaldà, Velai i Vivarès | Tolosa    |       | 43         | Alvèrnia-Roine-Alps Occitània                                          |
| Provença        | Provença Prouvènço                   | Comtat de Niça, Comtat Venaissí, Mònaco i Provença                                 | Marsella  |       | 31         | Alvèrnia-Roine-Alps Ligúria Mònaco Occitània Provença-Alps-Costa Blava |
| Valls Occitanes | Valadas Occitanas                    | -                                                                                  | Burg      |       | 11         | Ligúria Piemont                                                        |
| La Gàrdia       | La Gàrdia                            | -                                                                                  | -         |       | -          | Calàbria                                                               |